# (109435) Giraud
(109435) Giraud est un astéroïde de la ceinture principale.

## Description
(109435) Giraud est un astéroïde de la ceinture principale. Il fut découvert le 22 août 2001 à Goodricke-Pigott par Roy A. Tucker. Il présente une orbite caractérisée par un demi-grand axe de 3,19 UA, une excentricité de 0,07 et une inclinaison de 21,4° par rapport à l'écliptique.